# Corps blindé royal canadien
Le Corps blindé royal canadien (CBRC) (Royal Canadian Armoured Corps en anglais ou RCAC) est la branche blindée de l'Armée canadienne des Forces armées canadiennes. Il comprend trois régiments de la Force régulière et 18 de la Première réserve[Quand ?].

## Unités
Force régulière
1. The Royal Canadian Dragoons
2. Lord Strathcona's Horse (Royal Canadians)
3. 12e Régiment blindé du Canada

Première réserve
1. The Governor General's Horse Guards
2. The Halifax Rifles (RCAC)

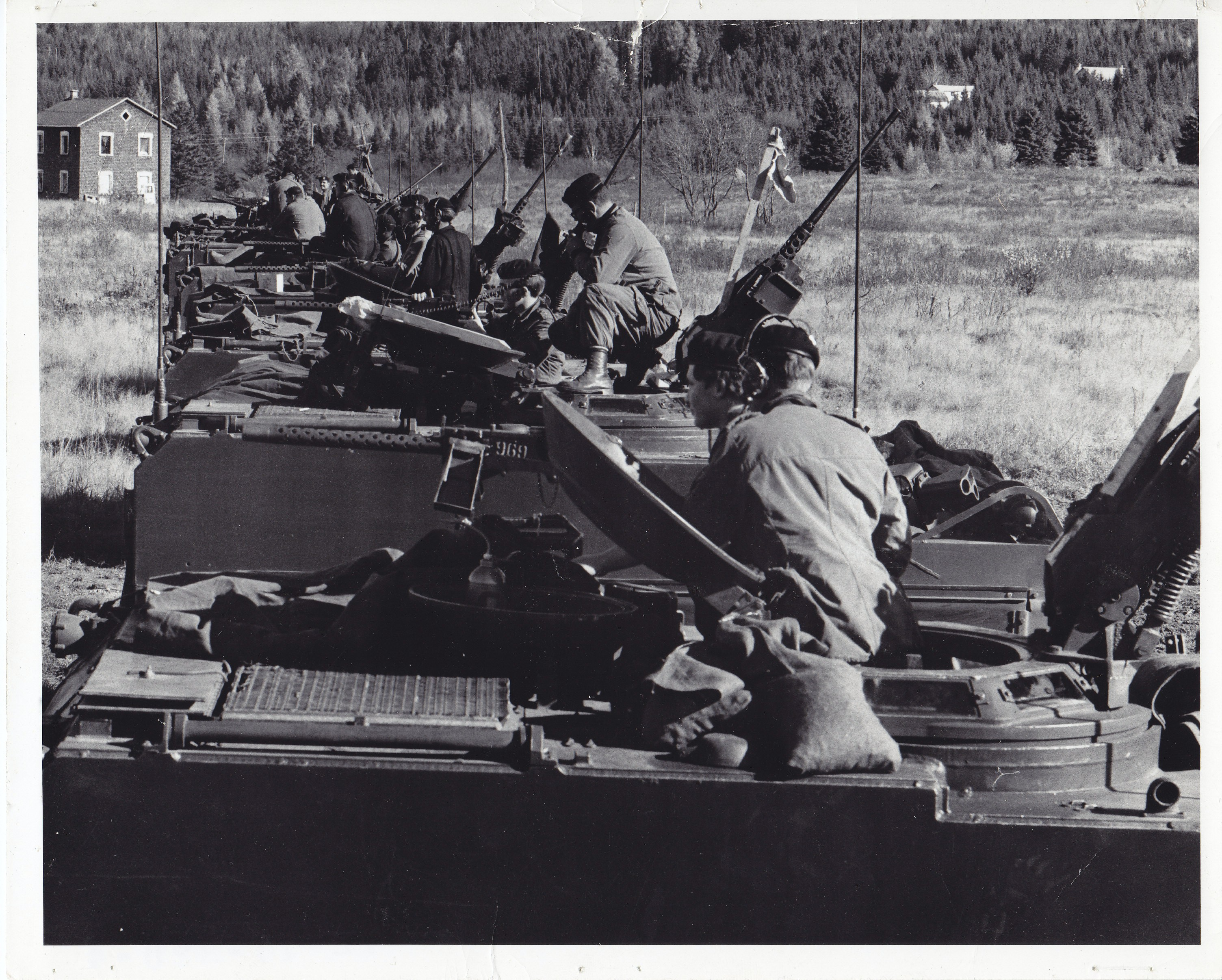
Troupe de reconnaissance du Régiment de Hull au camp Valcartier en 1976

3. 8th Canadian Hussars (Princess Louise's)
4. The Ontario Regiment (RCAC)
5. The Queen's York Rangers (1st American Regiment) (RCAC)
6. The Sherbrooke Hussars
7. 12e Régiment blindé du Canada
8. 1st Hussars
9. The Prince Edward Island Regiment (RCAC)
10. The Royal Canadian Hussars (Montreal)
11. The British Columbia Regiment (Duke of Connaught's Own)
12. The South Alberta Light Horse
13. The Saskatchewan Dragoons
14. The King's Own Calgary Regiment (RCAC)
15. The British Columbia Dragoons (en)
16. The Fort Garry Horse
17. Le Régiment de Hull (RCAC)
18. The Windsor Regiment (RCAC) (en)

## Annexe